# Corte Palasio
Corte Palasio est une commune italienne de la province de Lodi, dans la région Lombardie.

## Administration
| Période                                  | Période | Identité | Étiquette | Qualité |
| ---------------------------------------- | ------- | -------- | --------- | ------- |
|                                          |         |          |           |         |
| Les données manquantes sont à compléter. |         |          |           |         |

### Hameaux
Cadilana, Terraverde, Prada, Casellario

### Communes limitrophes
Dovera, Crespiatica, Lodi, Abbadia Cerreto, Cavenago d'Adda, San Martino in Strada